# Hermann Schubert (Mathematiker)

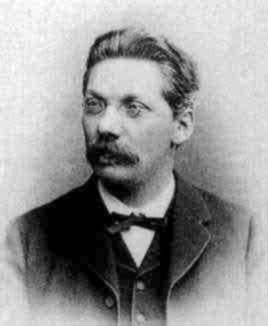
Hermann Schubert

Hermann Cäsar Hannibal Schubert (* 22. Mai 1848 in Potsdam; † 20. Juli 1911 in Hamburg) war ein deutscher Mathematiker und der Begründer des Kalküls der abzählenden Geometrie in der algebraischen Geometrie.

## Leben
Hermann Schubert studierte 1867 bis 1870 Mathematik in Berlin und Halle, wo er 1870 promovierte. Von 1871 bis 1876 war er Gymnasiallehrer am Andreanum in Hildesheim, wo er unter anderem Julius Hurwitz und dessen jüngeren Bruder Adolf Hurwitz zum Schüler hatte, den er an Felix Klein weiterempfahl. Von 1876 bis zu seiner Pensionierung 1908 war er Gymnasial-Professor am Johanneum in Hamburg. 1884 wurde er zum Mitglied der Deutschen Akademie der Naturforscher Leopoldina gewählt.
Aufbauend auf Methoden von Michel Chasles begründete er ein Kalkül der abzählenden Methoden in der (algebraischen) Geometrie (so der Titel seines 1879 bei Teubner in Leipzig erschienenen Buches), auch Schubert-Kalkül genannt. Auf diesem Gebiet arbeitete gleichzeitig auch der Chasles-Schüler Hieronymus Zeuthen. Die strenge Begründung seiner Methoden war eines von Hilberts Problemen auf dem Mathematikerkongress 1900. Schubert schrieb auch ein Buch über Unterhaltungsmathematik sowie zwei Bücher über das Brettspiel Salta.

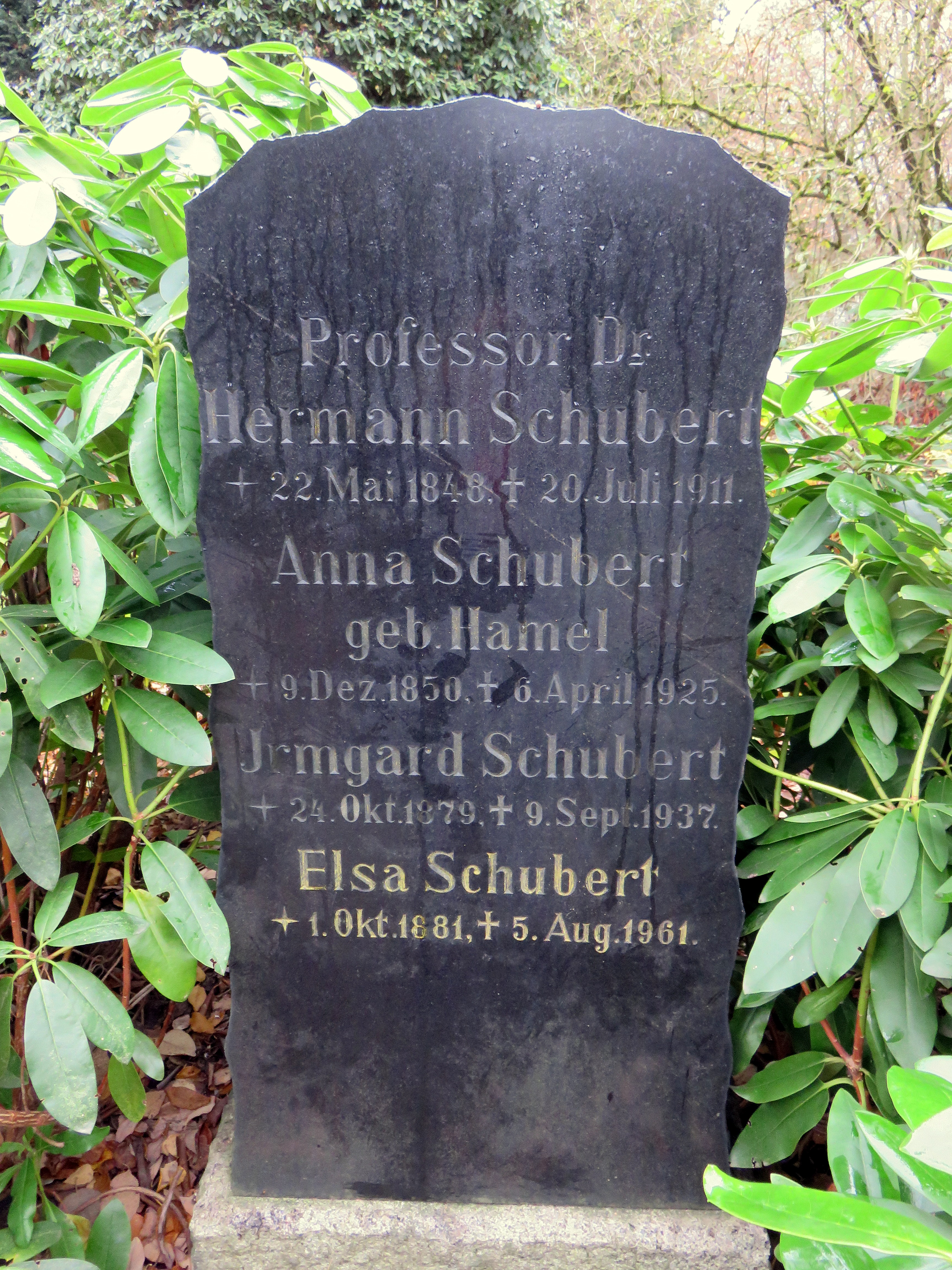
Grab Hermann Schuberts auf dem Friedhof Ohlsdorf

Hermann Schubert wurde auf dem Ohlsdorfer Friedhof in Hamburg im Planquadrat AE 24 westlich der Kapelle 6 beigesetzt.

## Schriften
- Kalkül der abzählenden Geometrie, Leipzig 1879 (online bei archive.org)
- Die Quadratur des Zirkels in berufenen und unberufenen Köpfen. (= Sammlung gemeinverständlicher wissenschaftlicher Vorträge. N.F.,67). Verlagsanstalt und Druckerei A.-G., Hamburg 1889. Digitalisat.
- Mathematische Mußestunden, 1897, de Gruyter 1941, 1953 (zuletzt bearbeitet von F.Fitting); 2. Auflage in 3 Bänden, 1900, online bei archive.org: Band 1, Band 2 und Band 3
- Das Skatspiel im Lichte der Wahrscheinlichkeitsrechnung, Verlag J. F. Richter, Hamburg 1887.
- Salta, das neue Brettspiel. Grethlein & Co., Leipzig 1899 (1. Auflage, online bei archive.org) / 1908 (2. Auflage).
- Salta und Salta-Solo (Miniaturbibliothek Nr. 382). Verlag für Kunst und Wissenschaft, Leipzig 1902, online bei archive.org